# Tour de France 1906
4. Tour de France rozpoczął się 4 lipca, a zakończył 29 lipca 1906 roku w Paryżu. Wystartowało 82 zawodników, ukończyło 14. Zwyciężył reprezentant gospodarzy René Pottier.
W 1906 roku, podobnie jak rok wcześniej zmieniono regulamin zawodów i postanowiono ustalać klasyfikację generalną na podstawie punktów zdobywanych przez kolarzy na poszczególnych etapach. Na podstawie przeliczeń (miejsce, uzyskany czas i punkty dodatkowe) po każdym etapie najmniej „oczek” zdobył René Pottier, który tym samym został zwycięzcą czwartej edycji Tour de France. 

## Etapy
| Etap | Data     | Trasa              | Dystans | Zwycięzca                | Czas              | Lider wyścigu |
| ---- | -------- | ------------------ | ------- | ------------------------ | ----------------- | ------------- |
| 1    | 4 lipca  | Paryż - Lille      | 275 km  | Émile Georget            | 10h 09 min 15 sek | Émile Georget |
| 2    | 6 lipca  | Douai - Nancy      | 400 km  | René Pottier             | 14h 21 min 30 sek | René Pottier  |
| 3    | 8 lipca  | Nancy - Dijon      | 416 km  | René Pottier             | 15h 18 min 41 sek | René Pottier  |
| 4    | 10 lipca | Dijon - Grenoble   | 311 km  | René Pottier             | 10h 32 min 35 sek | René Pottier  |
| 5    | 12 lipca | Grenoble - Nicea   | 345 km  | René Pottier             | 12h 27 min 00 sek | René Pottier  |
| 6    | 14 lipca | Nicea - Marsylia   | 292 km  | Georges Passerieu        | 11h 21 min 17 sek | René Pottier  |
| 7    | 16 lipca | Marsylia - Tuluza  | 480 km  | Louis Trousselier        | 17h 24 min 00 sek | René Pottier  |
| 8    | 18 lipca | Tuluza - Bajonna   | 300 km  | Jean-Baptiste Dortignacq | 10h 46 min 02 sek | René Pottier  |
| 9    | 20 lipca | Bajonna - Bordeaux | 338 km  | Louis Trousselier        | 12h 03 min 00 sek | René Pottier  |
| 10   | 22 lipca | Bordeaux - Nantes  | 391 km  | Louis Trousselier        | 15h 21 min 00 sek | René Pottier  |
| 11   | 24 lipca | Nantes - Brest     | 321 km  | Louis Trousselier        | 12h 54 min 00 sek | René Pottier  |
| 12   | 26 lipca | Brest - Caen       | 415 km  | Georges Passerieu        | 18h 25 min 00 sek | René Pottier  |
| 13   | 29 lipca | Caen - Paryż       | 259 km  | René Pottier             | 8h 04 min 52 sek  | René Pottier  |

## Klasyfikacja końcowa
| lp  | Zawodnik            | Kraj    | Sponsor       | Punkty  |
| --- | ------------------- | ------- | ------------- | ------- |
| 1.  | René Pottier        | Francja | Peugeot       | 31 pkt  |
| 2.  | Georges Passerieu   | Francja | Peugeot       | 39 pkt  |
| 3.  | Louis Trousselier   | Francja | Peugeot       | 61 pkt  |
| 4.  | Lucien Petit-Breton | Francja | Peugeot       | 65 pkt  |
| 5.  | Émile Georget       | Francja | Alcyon-Dunlop | 80 pkt  |
| 6.  | Aloïs Catteau       | Belgia  | Alcyon-Dunlop | 129 pkt |
| 7.  | Édouard Wattelier   | Francja | Labor         | 137 pkt |
| 8.  | Léon Georget        | Francja | Alcyon-Dunlop | 152 pkt |
| 9.  | Eugène Christophe   | Francja | Labor         | 156 pkt |
| 10. | Anthony Wattelier   | Francja | Alcyon-Dunlop | 168 pkt |